# George Chakiris
George Chakiris (Norwood, Ohio, 16 de septiembre de 1932) es un actor y bailarín estadounidense.

## Biografía
Chakiris nació en Norwood (Ohio), hijo de Steven y Zoe Chakiris, inmigrantes de Grecia. Estudió en la American School of Dance (Escuela Estadounidense de Danza).

### Carrera
Chakiris empezó en el cine en 1947 como parte del coro de Song of Love. Durante varios años, tuvo pequeños papeles, generalmente de bailarín o como miembro del coro en musicales. Fue uno de los bailarines en "Diamonds Are a Girl's Best Friend" de Marilyn Monroe en Los caballeros las prefieren rubias. También apareció junto con Rosemary Clooney en White Christmas. También actuó en el segmento "Chop Suey" del musical Flower Drum Song
Su mayor éxito llegó con la película West Side Story, por la que ganó el Óscar al mejor actor de reparto en 1962 por su papel de Bernardo. 

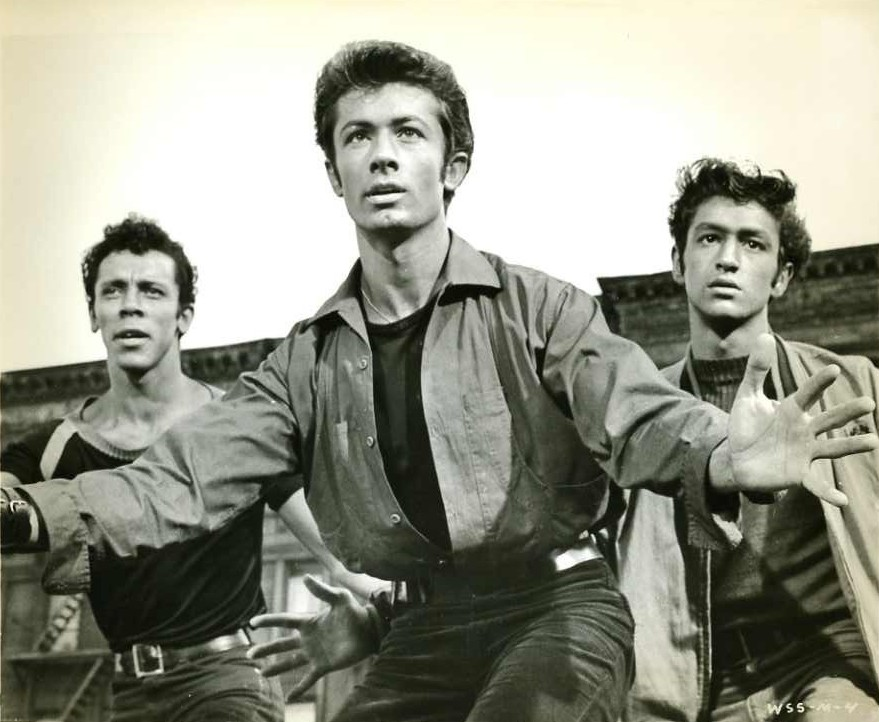
Imagen de West Side Story (copia en blanco y negro).

En 1963, actuó junto con Charlton Heston y Yvette Mimieux en el filme Diamond Head. También participó en el musical de Jacques Demy Las señoritas de Rochefort.
Chakiris también actuó en Broadway y en televisión. A principios de los años 1960, inició una carrera como cantante de pop y lanzó varios sencillos de éxito moderado.
Chakiris empezó a actuar en televisión cuando se redujo el número de papeles que le ofrecían en películas. Trabajó en televisión de forma continua durante los años 1970 y los años 1980, apareciendo en series como Centro médico, Hawaii Five-O, Dallas, Murder, She Wrote y Santa Barbara. También tuvo un papel regular en Superboy como el Profesor Peterson durante las dos primeras temporadas de la serie entre 1988 y 1990.

## Filmografía
- Rita Moreno: Just a Girl Who Decided to Go for It (2021, documental)
- Les Filles du Lido (1995, miniserie)
- Pale Blood (1990)
- Superboy (1989-1990, serie de TV)
- Santa Barbara (1988, serie de TV)
- Nihon no omokage (1984, miniserie)
- Jekyll and Hyde... Together Again (1982)
- Why Not Stay for Breakfast? (1979)
- Return to Fantasy Island (1978)
- Notorious Woman (1974)
- The Big Cube (1969)
- Le Rouble à deux faces (1968)
- Sharon vestida de rojo (1968)
- Las señoritas de Rochefort (1967)
- On a volé la Joconde (1966)
- ¿Arde París? (1966)
- Flight from Ashiya (1964)
- Escuadrón 633 (1964)
- The High Bright Sun (1964)
- Kings of the Sun (1963)
- La ragazza di Bube (1963)
- Diamond Head (1963)
- Two and Two Make Six (1962)
- West Side Story (1961)
- Under Fire (1957)
- Meet Me in Las Vegas (1956)
- The Girl Rush (1955)
- Brigadoon (1954)
- White Christmas (1954)
- La angustia de vivir (1954)
- There's No Business Like Show Business (1954)
- The 5,000 Fingers of Dr. T (1953)
- Los caballeros las prefieren rubias (1953)
- Second Chance (1953)
- Give a Girl a Break (1953)
- Stars and Stripes Forever (1952)
- The Great Caruso (1951)
- Song of Love (1947)

## Premios y distinciones
Premios Óscar
| Año  | Categoría              | Película        | Resultado |
| ---- | ---------------------- | --------------- | --------- |
| 1962 | Mejor actor de reparto | West Side Story | Ganador   |